# 周浩旻
周浩旻（：／ Ju Ho-min */?，1981年9月26日—）是一名韓國網路漫畫家、作家與實況主播，作品發表於Naver Webtoon等平台，藉由《與神同行》連載作品與改編電影於華語圈走紅。

## 外部連結
- homin_joo的Instagram帳戶
- 주호민 블로그（页面存档备份，存于）